# Charles Tennant (empresario)
Charles Clow Tennant (4 de noviembre de 1823-4 de junio de 1906) fue un empresario, industrial y político británico. En el ámbito económico llegó a ser un industrial de carácter global, cuyos negocios tenían en presencia en varios continentes y abarcaban sectores como los ferrocarriles, siderurgia, explosivos, cobre, azufre y banca comercial. Compaginó su actividad empresarial con la política, llegando a ser miembro del Parlamento.

## Biografía
Nació el 4 de noviembre de 1823 en el seno de la influyente familia Tennant, de ascendencia escocesa.

### Actividad empresarial
En 1843 ingresó en la plantilla de la planta química de St. Rollox (Glasgow), que había sido establecida por su abuelo Charles para producir polvo blanqueador y otros productos químicos. Con el tiempo este centro industrial se convirtió en la planta de álcali más grande de Europa. Gracias ello se convirtió en un acaudalado industrial y en uno de los principales representantes de la industria química británica. Tennant estuvo entre los promotores de la Tharsis Sulphur and Copper Company Limited, empresa constituida en 1866 de la que se convirtió en su primer presidente. Esta empresa operaba principalmente en territorio español y era propietaria de varias concesiones en la cuenca minera de Tharsis-La Zarza, cuyos criaderos eran ricos en piritas y cobre.
Años más tarde asumió la presidencia de la United Alkali Company, fundada en 1890, la cual llegó a constituir en su momento la mayor corporación química del mundo. Tennant también llegó a ostentar la presidencia de otras sociedades, como la Union Bank of Scotland o la Nobel Explosives Company.

### Actividad política
Miembro destacado del Partido Liberal, Tennant fue también miembro del Parlamento británico entre 1879 y 1886.